# Amédée Willot

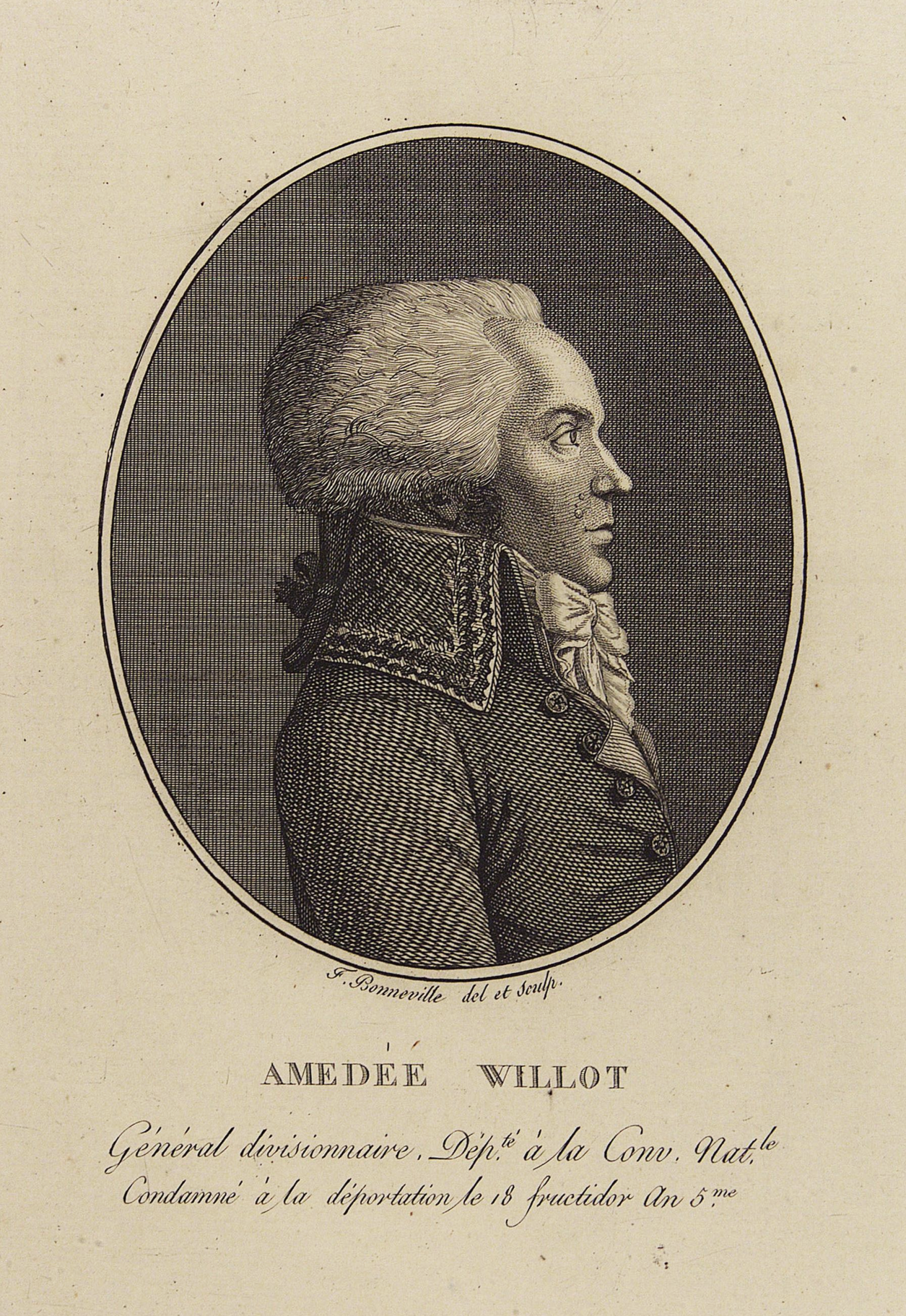
Amédée Willot

Amédée Willot, vollständig Victor Amédée Willot, comte de Gramprez (* 31. August 1755 in Belfort; † 23. Dezember 1823 in Santenay, Département Val-de-Marne) war ein französischer General und Politiker.

## Leben und Wirken
Mit 16 Jahren meldete sich Willot 1771 freiwillig zur königlichen Armee. Er konnte sich dort bald schon auszeichnen und wurde 1787 zum Capitaine befördert. Begeistert von den Ideen der Revolution schloss er sich 1789 den Revolutionären an und war ab März 1791 Kommandant der Garde nationale von Saint-Germain-en-Laye (Département Yvelines). Im Juni desselben Jahres kam er als Aide-de-camp zu General Claude Gabriel de Choisy.
Mit Wirkung zum 1. Juni 1793 beförderte General Joseph Servan Willot zum Chef de brigade und drei Wochen später, am 23. Juni, beförderte ihn ein Représentant en mission – beauftragt von der Gesetzgebenden Nationalversammlung – zum Général de brigade. Am 4. Oktober 1793 wurde Willot als Royalist verdächtigt und in Bayonne (Département Pyrénées-Atlantiques) unter Arrest gesetzt. Sein Vorgesetzter, Étienne Deprez-Crassier, wurde am selben Tag entlassen (weil er Willot nicht gemeldet hatte) und vier Tage später ebenfalls eingesperrt.
Am 17. Januar 1795 kam Willot ohne Gerichtsverhandlung wieder frei und wurde am 13. April desselben Jahres wieder in Amt und Würden eingesetzt. Mit Wirkung vom 11. April 1797 berief man Willot in den Rat der Fünfhundert und er vertrat dort das Département Bouches-du-Rhône. Der Staatsstreich des 18. Fructidor V (4. September 1797) beendete dann die kurze politische Karriere General Willots.
Als sich General Napoleon Bonaparte am 9. September 1799 an die Macht putschte, sprach er auch eine Amnestie für alle Verbannten aus. Willot, der immer noch dem Haus Bourbon verbunden war, misstraute ihm und blieb im Exil. Willot hielt sich die folgenden Jahre auf Menorca (1802), in London (1803) und in den Vereinigten Staaten (1804) auf.
Erst nach Napoleons Abdikation und dem Vertrag von Fontainebleau (11. April 1814) kehrte Willot nach Frankreich zurück. Als Napoleon Bonaparte die Insel Elba verließ und dessen Herrschaft der Hundert Tage begann, begleitete er König Ludwig XVIII. samt seinem Hofstaat ins Exil nach Gent.
Nach der Schlacht bei Waterloo (18. Juni 1815) und Napoleons endgültiger Abdankung bestätigte König Ludwig XVIII. am 15. November 1815 Willot in seinem Rang und entsandte ihn als Général de division auf die Insel Korsika. Am 6. Mai 1818 wurde Willot offiziell in den Ruhestand verabschiedet.
Amédée Willot ließ sich auf Schloss Grosbois (→Monument historique) in Santenay (heute Boissy-sur-Léger) nieder und starb dort am 23. Dezember 1823.

## Ehrungen
- 1804 Ritter der Ehrenlegion
- 5. Dezember 1815 baron de l'Émpire
- 4. April 1816 Kommandeur der Ehrenlegion
- 20. Januar 1816 comte de l'Émpire
- 1. Mai 1821 Ordre royal et militaire de Saint-Louis
- Sein Name findet sich am westlichen Pfeiler (34. Spalte) des Triumphbogens am Place Charles-de-Gaulle (Paris)